# E-Prix di Berlino
L'E-Prix di Berlino è un evento automobilistico con cadenza annuale destinato alle vetture a trazione interamente elettrica del campionato di Formula E, tenuto a Berlino, Germania. È stato disputato per la prima volta il 23 maggio 2015, quale ottava gara della prima stagione del campionato.

## Circuiti

### Aeroporto Tempelhof
L'E-Prix di Berlino 2015 ha avuto luogo presso il circuito dell'aeroporto di Berlino-Tempelhof, lungo 2,469 km con 17 curve. Poiché nel 2016 l'aeroporto venne utilizzato per accogliere i rifugiati, la seconda edizione è stata disputata presso il circuito cittadino di Berlino. Dalla successiva stagione 2016-2017 si è tornati a correre presso l'aeroporto con un tracciato modificato, per un totale di 2.250 m.

### Circuito cittadino di Berlino
L'E-Prix di Berlino 2016 è stato disputato presso il circuito cittadino di Berlino ricavato nel centro della città, intorno a Strausberger Platz. Il circuito era lungo 1.927 m con 11 curve, con la corsia dei box situata lungo la Karl-Marx-Allee.

## Albo d'oro
| Edizione | Edizione | Tracciato                                    | Vincitore                                    | Secondo                             | Terzo                                     | Pole position                       | Giro veloce                               |
| -------- | -------- | -------------------------------------------- | -------------------------------------------- | ----------------------------------- | ----------------------------------------- | ----------------------------------- | ----------------------------------------- |
| 2015     | 2015     | Circuito dell'aeroporto di Berlino-Tempelhof | Jérôme d'Ambrosio Dragon Racing              | Sébastien Buemi e.dams Renault      | Loïc Duval Dragon Racing                  | Jarno Trulli Trulli                 | Nelson Piquet, Jr. NEXTEV TCR             |
| 2016     | 2016     | Circuito cittadino di Berlino                | Sébastien Buemi Renault e.dams               | Daniel Abt ABT                      | Lucas di Grassi Audi Sport ABT            | Jean-Éric Vergne DS Virgin Racing   | Bruno Senna Mahindra Racing               |
| 2017     | Gara 1   | Circuito dell'aeroporto di Berlino-Tempelhof | Felix Rosenqvist Mahindra Racing             | Lucas Di Grassi ABT                 | Nick Heidfeld Mahindra Racing             | Lucas di Grassi ABT                 | Mitch Evans Panasonic Jaguar Racing       |
| 2017     | Gara 2   | Circuito dell'aeroporto di Berlino-Tempelhof | Sébastien Buemi Renault e.dams               | Felix Rosenqvist Mahindra Racing    | Lucas Di Grassi ABT                       | Felix Rosenqvist Mahindra Racing    | Maro Engel Venturi Formula E Team         |
| 2018     | 2018     | Circuito dell'aeroporto di Berlino-Tempelhof | Daniel Abt Audi Sport ABT                    | Lucas Di Grassi Audi Sport ABT      | Jean-Éric Vergne Techeetah                | Daniel Abt Audi Sport ABT           | Daniel Abt Audi Sport ABT                 |
| 2019     | 2019     | Circuito dell'aeroporto di Berlino-Tempelhof | Lucas Di Grassi Audi Sport ABT               | Sébastien Buemi Renault e.dams      | Jean-Éric Vergne Techeetah                | Sébastien Buemi Renault e.dams      | Lucas Di Grassi Audi Sport ABT            |
| 2020     | Gara 1   | Circuito dell'aeroporto di Berlino-Tempelhof | António Félix da Costa DS Techeetah          | André Lotterer TAG Heuer Porsche    | Sam Bird Envision Virgin Racing           | António Félix da Costa DS Techeetah | António Félix da Costa DS Techeetah       |
| 2020     | Gara 2   | Circuito dell'aeroporto di Berlino-Tempelhof | António Félix da Costa DS Techeetah          | Sébastien Buemi Nissan e.dams       | Lucas Di Grassi Audi Sport ABT Schaeffler | António Félix da Costa DS Techeetah | Stoffel Vandoorne Mercedes-Benz EQ        |
| 2020     | Gara 3   | Circuito dell'aeroporto di Berlino-Tempelhof | Maximilian Günther BMW i Andretti Motorsport | Robin Frijns Envision Virgin Racing | Jean-Éric Vergne DS Techeetah             | Jean-Éric Vergne DS Techeetah       | Mitch Evans Panasonic Jaguar Racing       |
| 2020     | Gara 4   | Circuito dell'aeroporto di Berlino-Tempelhof | Jean-Éric Vergne DS Techeetah                | António Félix da Costa DS Techeetah | Sébastien Buemi Nissan e.dams             | Jean-Éric Vergne DS Techeetah       | António Félix da Costa DS Techeetah       |
| 2020     | Gara 5   | Circuito dell'aeroporto di Berlino-Tempelhof | Oliver Rowland Nissan e.dams                 | Robin Frijns Envision Virgin Racing | René Rast Audi Sport ABT Schaeffler       | Oliver Rowland Nissan e.dams        | Lucas Di Grassi Audi Sport ABT Schaeffler |
| 2020     | Gara 6   | Circuito dell'aeroporto di Berlino-Tempelhof | Stoffel Vandoorne Mercedes-Benz EQ           | Nyck de Vries Mercedes-Benz EQ      | Sébastien Buemi Nissan e.dams             | Stoffel Vandoorne Mercedes-Benz EQ  | Sam Bird Envision Virgin Racing           |
| 2021     | Gara 1   | Circuito dell'aeroporto di Berlino-Tempelhof | Lucas Di Grassi Audi Sport ABT Schaeffler    | Edoardo MortaraROKiT Venturi Racing | Mitch Evans Jaguar Racing                 | Jean-Éric Vergne DS Techeetah       | René Rast Audi Sport ABT Schaeffler       |
| 2021     | Gara 2   | Circuito dell'aeroporto di Berlino-Tempelhof | Norman Nato ROKiT Venturi Racing             | Oliver Rowland Nissan e.dams        | Stoffel Vandoorne Mercedes-Benz EQ        | Stoffel Vandoorne Mercedes-Benz EQ  | René Rast Audi Sport ABT Schaeffler       |
| 2022     | Gara 1   | Circuito dell'aeroporto di Berlino-Tempelhof |                                              |                                     |                                           |                                     |                                           |
| 2022     | Gara 2   | Circuito dell'aeroporto di Berlino-Tempelhof |                                              |                                     |                                           |                                     |                                           |